# Ropczyce
Ropczyce este un oraș în Polonia.